# UEFA Europa League finalen 2025
UEFA Europa League finalen 2025 var en fodboldkamp der blev spillet 21. maj 2025. Kampen blev spillet på San Mamés i den spanske by Bilbao, og skulle finde vinderen af UEFA Europa League 2024-25. Den var kulminationen på den 54. sæson i Europas næststørste klubturnering for hold arrangeret af UEFA, og den 16. finale siden turneringen skiftede navn fra UEFA Cup til UEFA Europa League.
Med en sejr på 1-0 sikrede Tottenham sin tredje triumf i turneringen
Kampen blev ledet af den tyske dommer Felix Zwayer.